# Bronsstjärtad kolibri
Bronsstjärtad kolibri (Chalybura urochrysia) är en fågel i familjen kolibrier.

## Utseende och läte
Bronsstjärtad kolibri är en medelstor kolibri med mestadels grön fjäderdräkt. Den är rätt lik andra kolibrier, bland annat stålblåbukig smaragd, men har tydligt röda fötter och bronsfärgad övergump. Honan har vitaktig undersida och skäraktiga fötter. 

## Utbredning och systematik
Bronsstjärtad kolibri delas in i tre underarter:
- Chalybura urochrysia melanorrhoa – förekommer i östra Nicaragua och Costa Rica (mot Karibiska havet)
- Chalybura urochrysia isaurae – förekommer i västra och östra Panama och nordvästra Colombia
- Chalybura urochrysia urochrysia – förekommer i sydostligaste Panama, västra Colombia och nordvästra Ecuador

## Levnadssätt
Bronsstjärtad kolibri hittas i skogar och skogskanter. Den ses vanligen enstaka vid blommor.

## Status och hot
Arten har ett stort utbredningsområde, men tros minska i antal, dock inte tillräckligt kraftigt för att den ska betraktas som hotad. Internationella naturvårdsunionen IUCN listar arten som livskraftig (LC).

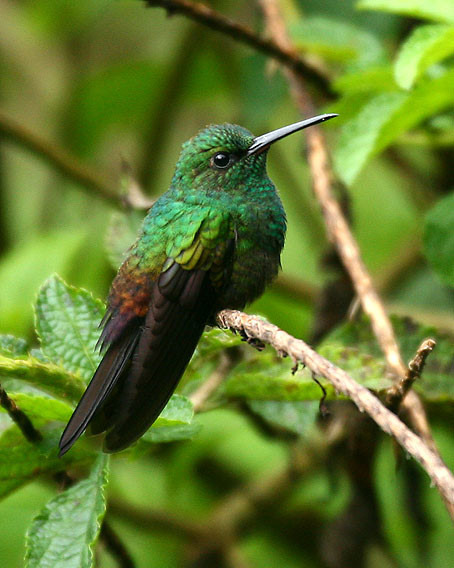
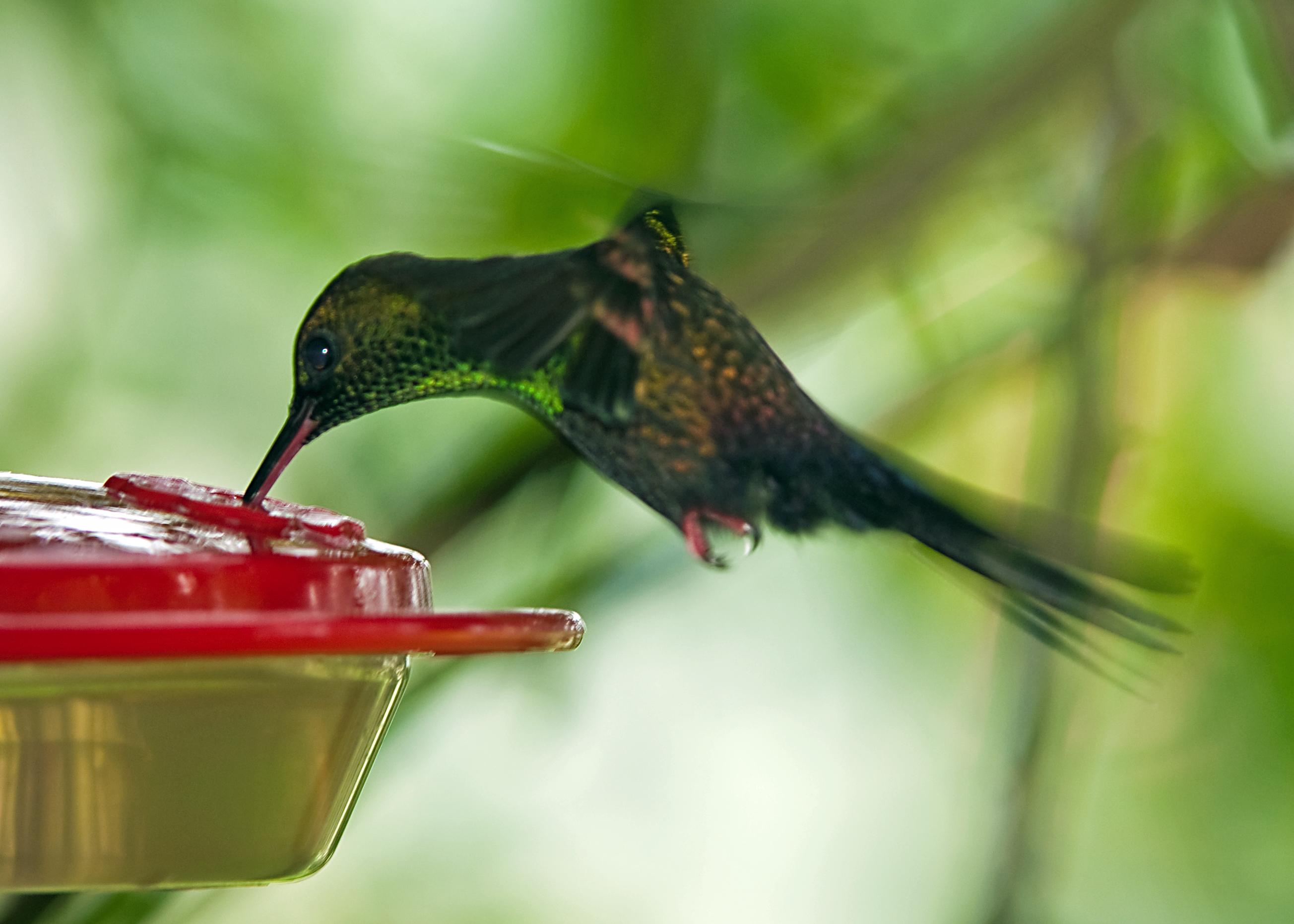